# Corentin Tolisso
Corentin Tolisso (* 3. August 1994 in Tarare) ist ein französischer Fußballspieler. Der zentrale Mittelfeldspieler steht seit Sommer 2022 zum zweiten Mal in seiner Karriere bei seinem Jugendverein Olympique Lyon unter Vertrag und ist französischer Nationalspieler. 2018 wurde er bei der Weltmeisterschaft in Russland Weltmeister.

## Karriere

### Vereine
Der 1,81 Meter große Mittelfeldspieler, Sohn eines Togolesen und einer Französin, begann seine Karriere im Jahr 2000 als Sechsjähriger beim französischen Verein Stade Amplepuisien. 2004 wechselte er zum FC Pays de l’Arbresle. Mit zwölf Jahren wurde er von Olympique Lyon unter Vertrag genommen. Er wollte bereits früher beim Verein beginnen, jedoch musste er zunächst aufgrund einer Knieverletzung pausieren.

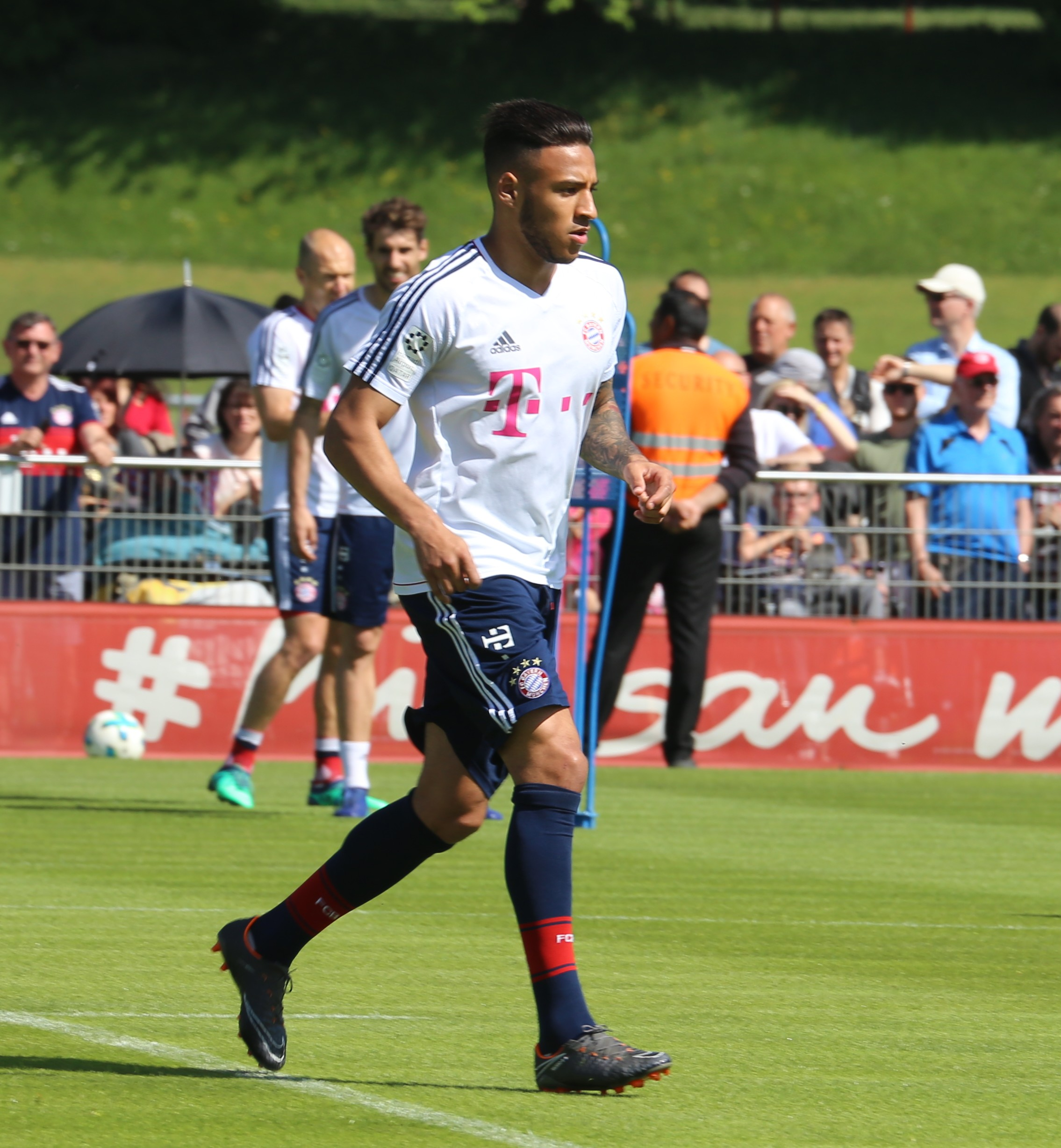
Beim Training auf dem Gelände des FC Bayern München (2018)

Tolisso unterzeichnete seinen ersten Profivertrag bei Olympique Lyon am 30. Oktober 2013. Sein Ligadebüt gab er am 10. August 2013 (1. Spieltag) beim 4:0-Sieg im Heimspiel gegen den OGC Nizza mit Einwechslung für Arnold Mvuemba in der 91. Minute. Sein erstes Punktspieltor erzielte er am 9. März 2014 (28. Spieltag) beim 2:1-Sieg im Auswärtsspiel gegen Girondins Bordeaux mit dem Treffer zum Endstand in der 90. Minute.
Zur Saison 2017/18 verpflichtete ihn der FC Bayern München für die damalige Bundesliga-Rekordsumme von 41,5 Millionen Euro mit einem bis zum 30. Juni 2022 laufenden Vertrag. Sein Pflichtspieldebüt für den FC Bayern gab er am 5. August 2017 beim mit 5:4 im Elfmeterschießen gegen Borussia Dortmund gewonnenem DFL-Supercup. Am 18. August 2017 (1. Spieltag) debütierte er beim 3:1-Sieg im Heimspiel gegen Bayer 04 Leverkusen in der Bundesliga und erzielte mit dem Treffer zum 2:0 in der 18. Minute sein erstes Tor. Bis zur Winterpause der Saison 2017/18 erzielte Corentin Tolisso fünf Pflichtspieltore, darunter drei in der Champions League, für den FC Bayern und bereitete vier vor. Im dritten Bundesligaspiel der Saison 2018/19 gegen Bayer 04 Leverkusen verletzte sich Tolisso in der 42. Spielminute schwer und zog sich dabei einen Kreuzbandriss zu. Nachdem er bereits wieder einige Male im Kader stand, gab er im Pokalfinale beim 3:0-Sieg gegen RB Leipzig sein Comeback, als er in der 65. Minute für Javi Martínez eingewechselt wurde. Durch den Gewinn der Deutschen Meisterschaft, dem Pokalsieg und der UEFA Champions League gewann er 2020 mit den Bayern das Triple.
Nach seinem Vertragsende beim FC Bayern kehrte Tolisso zur Saison 2022/23 ablösefrei zu Olympique Lyon zurück. Er unterschrieb einen Vertrag bis zum 30. Juni 2027.

### Nationalmannschaft

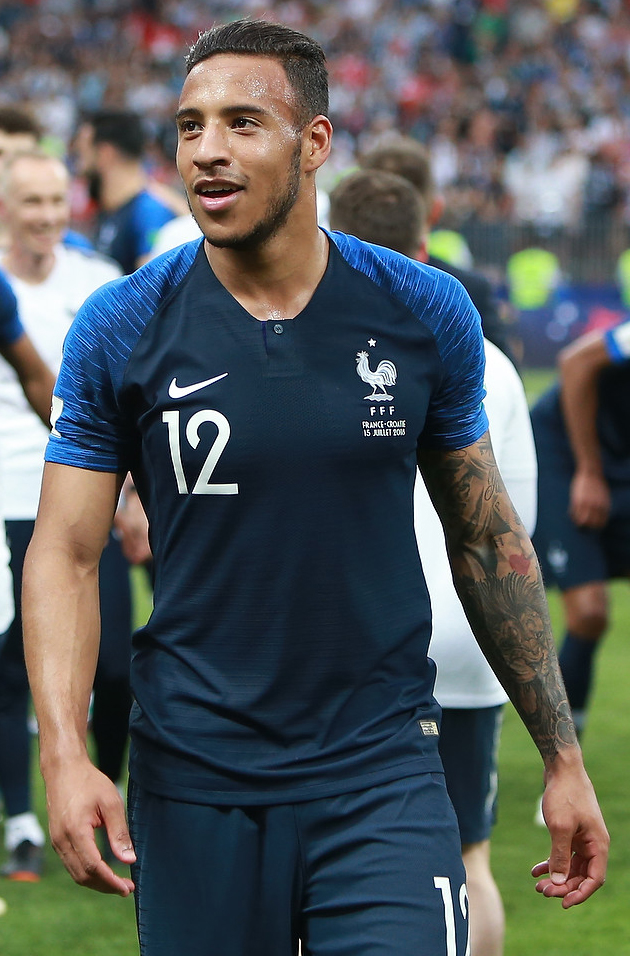
Corentin Tolisso bei der WM 2018

Tolisso durchlief sämtliche Junioren-Nationalmannschaften der französischen Nationalmannschaft.
Am 16. März 2017 wurde Tolisso von Trainer Didier Deschamps erstmals ins Aufgebot der A-Nationalmannschaft berufen und debütierte zwölf Tage später bei der 0:2-Niederlage gegen die Nationalmannschaft Spaniens.
Tolisso gehörte dem Kader für die Weltmeisterschaft 2018 an, bestritt fünf Turnierspiele, von denen er im Achtel- und Halbfinale sowie im Finale als Einwechselspieler zum Einsatz kam. Mit dem 4:2-Finalsieg über Kroatien wurde er mit seiner Mannschaft Weltmeister.
Bei der Europameisterschaft 2021 gelangte er mit der Auswahl bis ins Achtelfinale, ehe Frankreich dort gegen die Schweiz im Elfmeterschießen ausschied.

## Erfolge

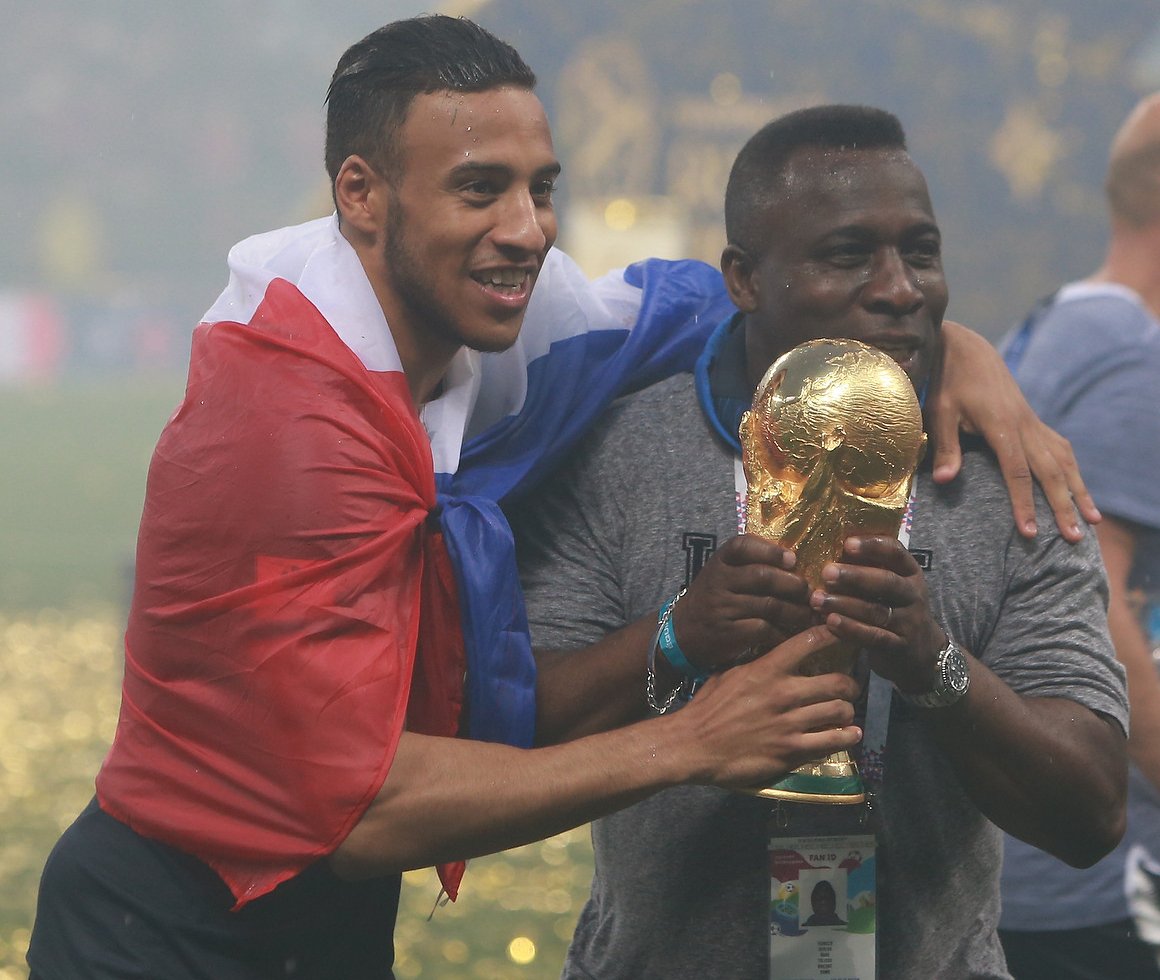
Tolisso (l.) und sein Vater mit dem WM-Pokal (2018)

### Nationalmannschaft
- Weltmeister: 2018
- UEFA-Nations-League-Sieger: 2021

### Vereine
International
- Champions-League-Sieger: 2020
- Klub-Weltmeister: 2020
- UEFA-Super-Cup-Sieger: 2020

Deutschland
- Deutscher Meister (5): 2018, 2019, 2020, 2021, 2022
- DFB-Pokal-Sieger (2): 2019, 2020
- DFL-Supercup-Sieger (4): 2017, 2018, 2020, 2021